# Grachtengordel (Amsterdam)

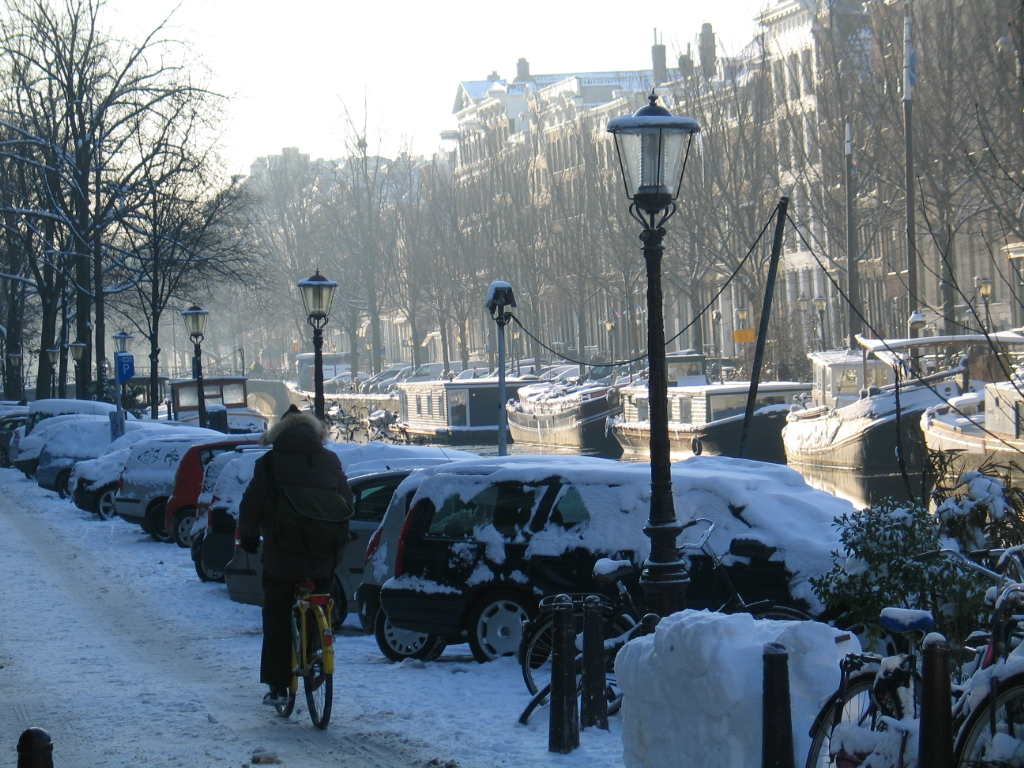
Begin Herengracht vanaf Brouwersgracht

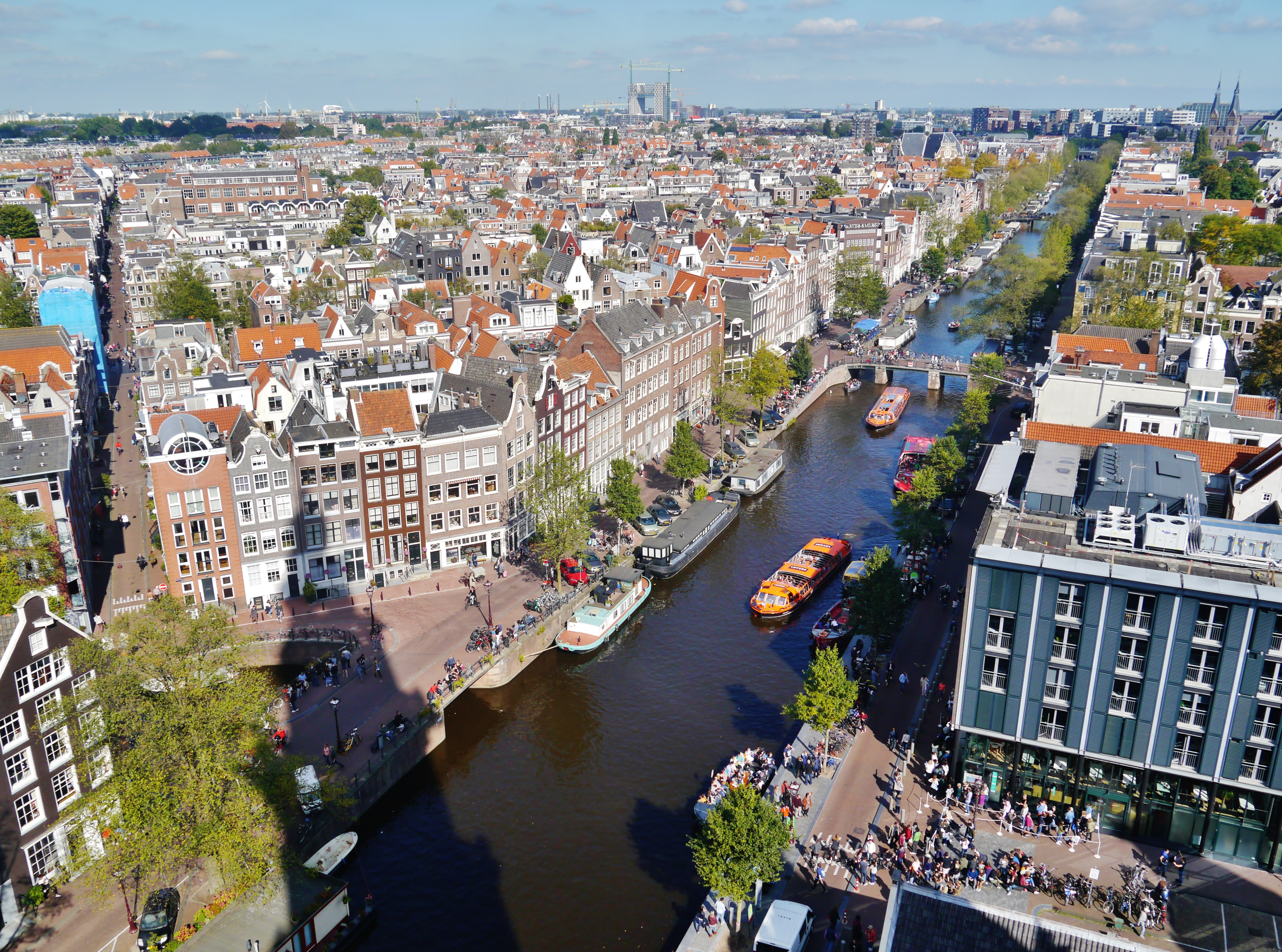
Panorama vanaf de toren van de Westerkerk, met de keurblokken rechts en de Jordaan links (2017)

De grachtengordel is het onderdeel van de Amsterdamse binnenstad dat langs de vier hoofdgrachten: Singel, de Herengracht, de Keizersgracht en de Prinsengracht ligt. Vanaf de Brouwersgracht buigen deze grachten zich min of meer evenwijdig aan elkaar geleidelijk naar het zuidoosten, maken een viertal flauwe bochten en eindigen in de Amstel. De verlengingen van de hoofdgrachten: de Nieuwe Herengracht, Nieuwe Keizersgracht en Nieuwe Prinsengracht lopen vanaf de Amstel naar het noordoosten tot aan de Muidergracht, waarna de Plantage begint.
De grachtengordel is een systeem van straten, kades, bruggen en woonhuizen op tamelijk identieke kavels van gelijke lengte en breedte met gesloten binnentuinen, de zogenoemde keurblokken. Veel grachtenpanden getuigen vanaf de gracht of de straatkant van de welvaart in de Gouden Eeuw, maar in de meeste gevallen van de 18e eeuw. Omdat de panden in de loop der eeuwen diverse malen zijn verbouwd, komen naast elkaar veel verschillende architectuurstijlen en gevels voor. Ondanks doorbraken in de 20e eeuw en in een aantal gevallen lelijke of te kolossale nieuwbouw is de schilderachtige grachtengordel een van de belangrijkste toeristische attracties van Amsterdam en staat sinds 1 augustus 2010 op de Werelderfgoedlijst. De grachtengordel, met een helder, ijzersterk stedenbouwkundig concept, is venster nummer 12 van de Canon van Amsterdam.

## Geschiedenis
Tot het einde van de 16de eeuw bestond de stad Amsterdam uit het gebied binnen het Singel en de huidige Kloveniersburgwal. Na de Alteratie en de daarmee samenhangende bestuurswisseling, breidde de stad zich explosief uit. Dit leidde tot de uitleg van Amsterdam in vier fasen tussen 1585 en 1665. In 1613, tijdens het Twaalfjarig Bestand, begon men vanaf de Brouwersgracht met het uitgraven van de Herengracht, Keizersgracht en Prinsengracht en met de verkoop van de opgehoogde kavels. Ter hoogte van de Leidsegracht is de nieuwe verdedigingslijn met een knik weer op de oude, bestaande omwalling aangesloten.
Na de Vrede van Münster ontstond opnieuw ruimte voor investeringen en werden nieuwe plannen ontwikkeld de stad uit te leggen en de omwalling aan de nieuwe inzichten te onderwerpen. Vanaf circa 1660 werden de grachten doorgetrokken naar de Amstel en is het aanzien van de Herengracht verhoogd met de aanleg van Gouden Bocht. Rond 1680 is onder de namen Nieuwe Herengracht, Nieuwe Keizersgracht en Nieuwe Prinsengracht tot aan de Oostelijke Eilanden uitgelegd. Zo kreeg de stad de typerende halvemaansvorm die ze twee eeuwen, tot aan de uitbreidingen van de tweede helft van de 19e eeuw, behield.

## Werelderfgoed

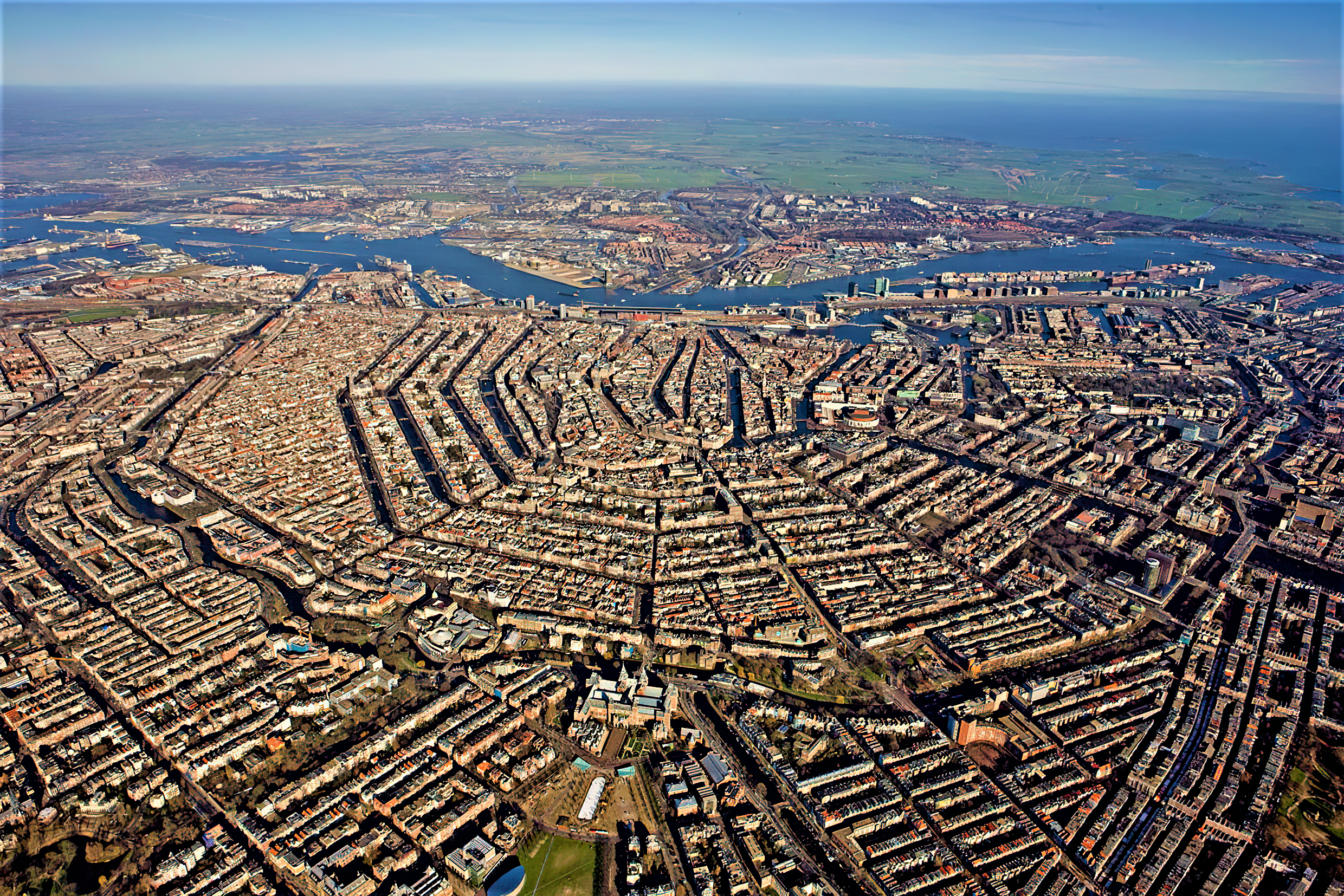
Luchtfoto van de grachtengordel, 2020

In juli 2006 maakte de gemeente Amsterdam bekend de grachtengordel te willen laten voordragen voor de Werelderfgoedlijst van UNESCO. Door zaken als nieuwe administratieve eisen kon de daadwerkelijke voordracht echter pas in december 2008 door het kabinet worden gedaan. Uiteindelijk werd de grachtengordel op 1 augustus 2010, bij de 34e sessie van de Commissie voor het Werelderfgoed, toegevoegd aan de Werelderfgoedlijst.
De Amsterdamse grachtengordel is benoemd tot Werelderfgoed volgens de criteria I ("het is een meesterwerk van een menselijk genie"), II ("het stelt een belangrijke interactie van menselijke waarden tentoon") en IV ("het is een voortreffelijk voorbeeld van een type gebouw, architectonische of technologische samenstelling of landschap, dat significante stappen in de menselijke geschiedenis voorstelt").
In 2013 vierde Amsterdam met een reeks van evenementen het feit dat 400 jaar geleden (op 5 maart 1613) werd besloten de grachtengordel aan te leggen.

## Negatieve connotatie
Het begrip 'grachtengordel' wordt ook wel overdrachtelijk gebruikt als synoniem voor de veronderstelde elitaire houding van de bewoners van het centrum van Amsterdam. Dit komt voort uit het groot aantal bewoners uit de intellectuele bovenlaag en de opinievormers in de Nederlandse media die wonen in dit gebied. Het woord 'de grachtengordel' heeft daarom voor veel mensen een negatieve bijklank gekregen, als brandmerk voor een vermeende zelfingenomen houding die zou voorbijgaan aan wat er in de Nederlandse samenleving leeft.